# Carl Gustaf Lewenhaupt
Carl Gustaf Moritz Thure Lewenhaupt (Örebro, 7 januari 1884 - Stockholm, 11 mei 1935) was een Zweeds militair en ruiter. Hij nam deel aan de Olympische Zomerspelen van 1920 in Antwerpen en de Olympische Zomerspelen van 1924 in Parijs. Hij behaalde daarbij een bronzen en een zilveren medaille.

## Biografie
Carl Gustaf Lewenhaupt was militair actief en was hij vanaf 1904 lid van het dragonderregiment van de Zweedse koning, waarbinnen hij in 1906 luitenant werd. Van 1909 tot 1911 studeerde hij aan het Nationaal Defensiecollege (Försvarshögskolan), waarna hij naar Frankrijk trok om er in Saumur te studeren aan de Ruitersschool. In 1913 diende hij korte tijd in het Belgische leger. Nadien diende hij in de Zweedse Generale Staf en werd hij bevorderd tot majoor. Nog later werd hij hoofd van de Zweedse spoorwegpolitie.
Lewenhaupt nam in 1920 deel aan de Olympische Zomerspelen in Antwerpen. Hij trad aan in de paardensport en nam deel aan de jumping. Daarbij behaalde hij tweemaal de zilveren medaille met zijn paard Mon Coeur. Vier jaar later, op de Olympische Zomerspelen van 1924, nam hij zowel individueel en als lid van de Zweedse team deel aan de eventing met zijn paard Canter (1915-1924). Daarbij behaalde hij samen met Claës König, Torsten Sylvan en Gustaf Hagelin de zilveren medaille in de teamcompetitie, terwijl hij de individuele competitie niet volledig afwerkte. Hij was ook lid van het Zweeds Olympisch Comité en nam deel aan IOC-congressen in Lausanne en Parijs.

## Belangrijkste resultaten

### Olympische Zomerspelen
| Jaar | Plaats    | Discipline   | Onderdeel              | Resultaat |
| ---- | --------- | ------------ | ---------------------- | --------- |
| 1920 | Antwerpen | paardensport | jumping                | Brons     |
| 1924 | Parijs    | paardensport | eventing (individueel) | DNF       |
| 1924 | Parijs    | paardensport | eventing (team)        | Zilver    |

- KulturNav: e2e72bc3-1a71-4809-9960-a6d35ab92c38